# Левант
Левант или Леванта (на френски: levant; на италиански: levante; на испански: levante) е приблизителен исторически географски термин, отнасящ се до голяма територия в източното Средиземноморие. В най-широкия си исторически смисъл Левант включва цялото източно Средиземноморие с островите му, т.е. включва всички страни по бреговете на източното Средиземноморие и се простира от Гърция до Киренайка, т.е. Сирия, Ливан, Израел, Йордания, Египет, Турция.